# Théâtre Saint-George
Pour le théâtre parisien, voir Théâtre Saint-Georges.
Pour les articles homonymes, voir St. George's Hall.

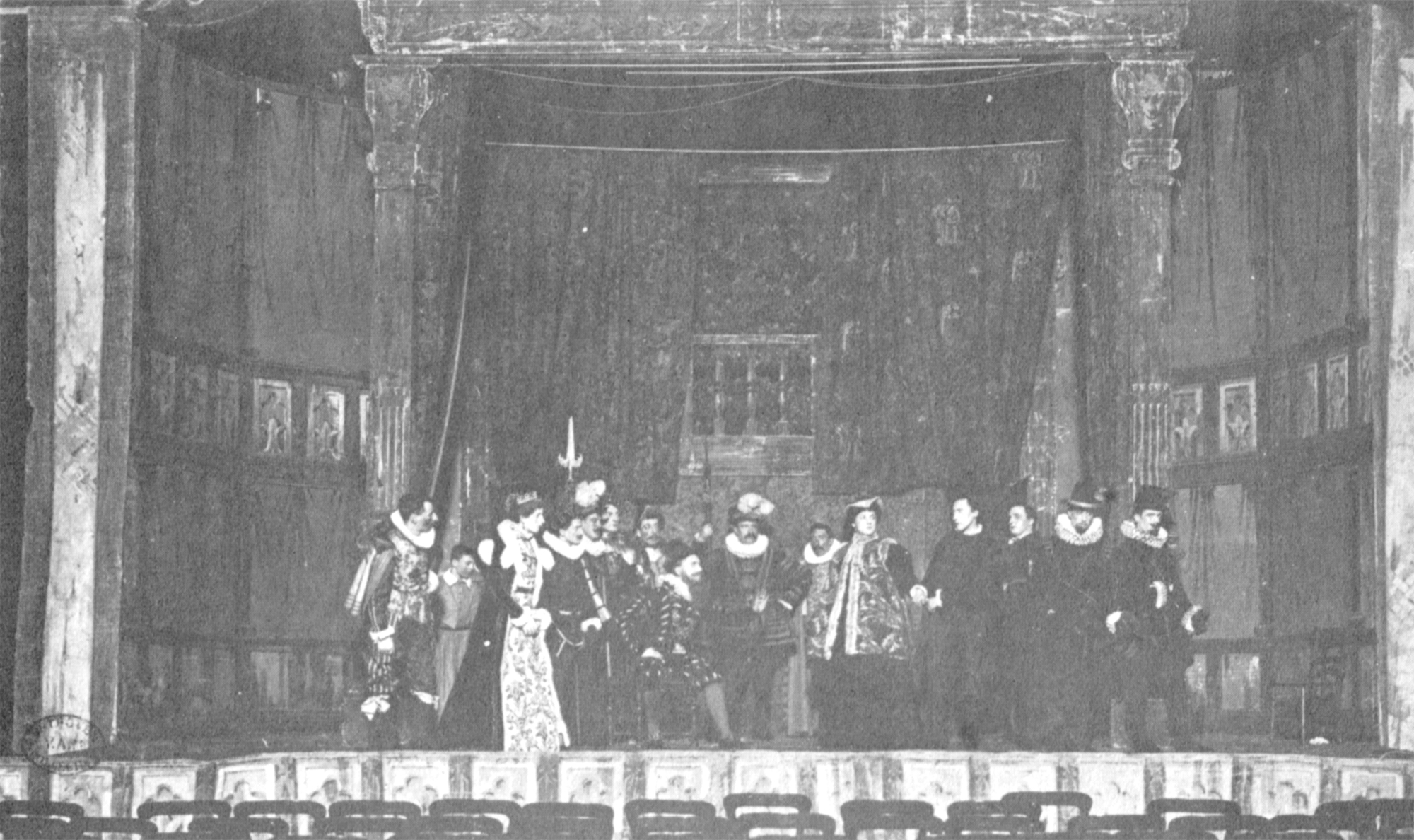
Représentation de Hamlet, en 1881.

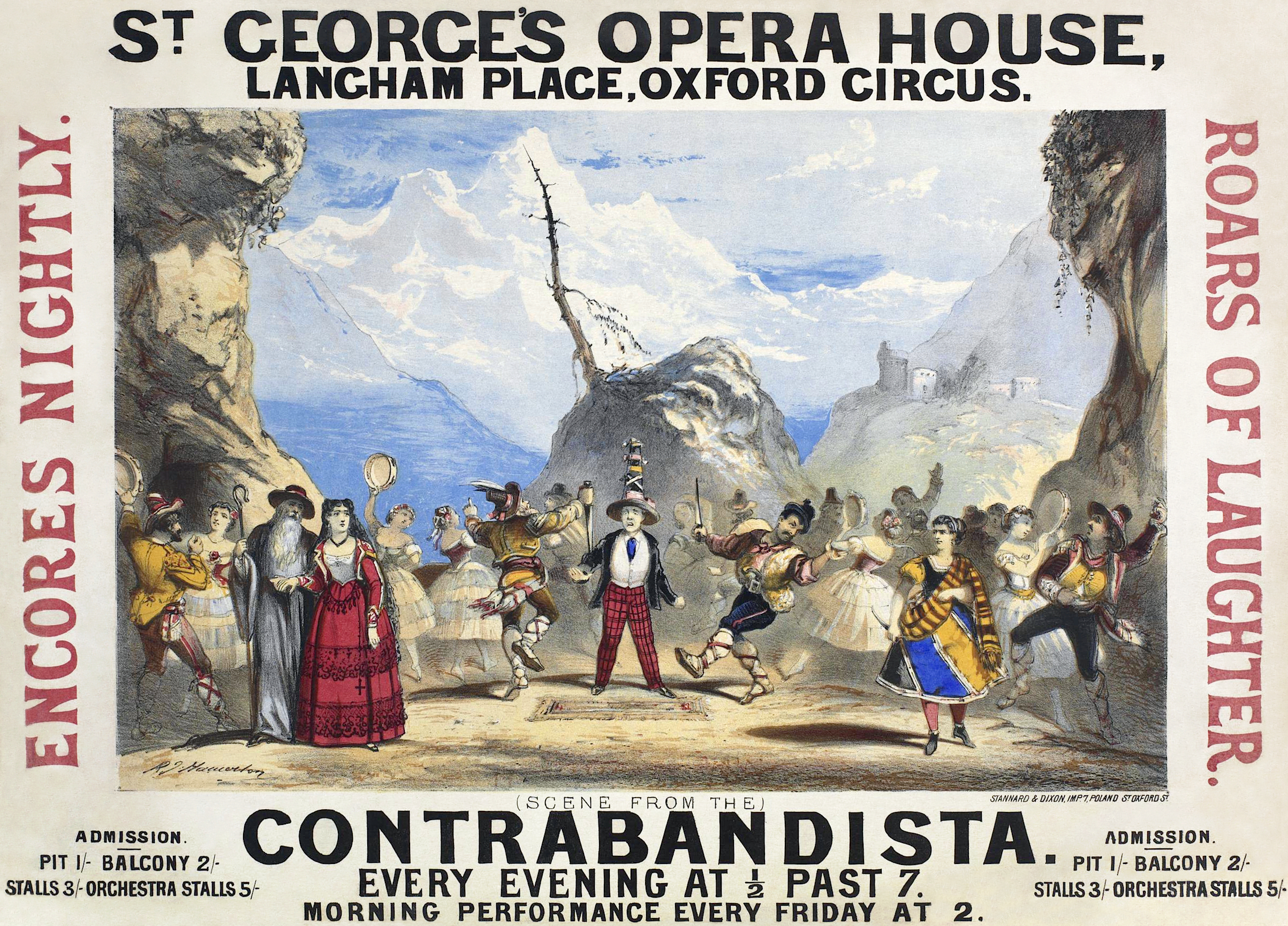
Affiche pour The Contrabandista, opéra comique présenté au Théatre Saint-Georges en 1867.

Le théâtre Saint-George (St. George's Hall) est une salle de spectacle londonienne construite en 1867 à Langham Place, Regent Street, et détruite en 1966.

## Histoire
Édifiée par l'architecte John Taylor, la salle avait une capacité de 800 à 900 places (1 500 si l'on compte les places debout des galeries).
Pendant trois décennies, le théâtre accueille le German Reed Entertainment (en). Après 1895, il présente des vaudevilles, des spectacles de magie et devient le siège de la London Academy of Music and Dramatic Art ; il accueille aussi une patinoire. En 1933, il est transformé en studio de radio pour la BBC, mais il est touché lors des bombardements de la ville par les Allemands, en mars 1943. Il est démoli en 1966 et le St Georges Hotel et la Henry Wood House sont construits à sa place.

## Sources
- (en) Cet article est partiellement ou en totalité issu de l’article de Wikipédia en anglais intitulé « St. George's Hall, London » (voir la liste des auteurs).